# Burn It Down (gruppo musicale)
I Burn It Down sono stati un gruppo hardcore punk/metalcore formatosi a Indianapolis, Stati Uniti, nel 1997. Dopo aver pubblicato due EP e un solo album in studio (escludendo lo split con i Racetraitor), la band si è sciolta ufficialmente il 30 novembre 2000 a Cleveland. La band si riunì nel luglio 2001 per un ultimo concerto a Syracuse, New York.

## Formazione
- Ryan Downey - voce (1997 - 2000)
- John Zeps - chitarra (1997 - 2000)
- Scoth Dadsun - batteria (1997 - 2000)
- Jason McCash - basso (1997, 1999 - 2000)

### Ex componenti
- Todd Gullion - basso (1997)
- John Johnson - basso (1998)

## Discografia

### Album in studio
- 2000 - Let the Dead Bury the Dead

### Split
- 1999 - Make Them Talk (con i Racetraitor)

### EP
- 1998 - Eat Sleep Mate Defend
- 1997 - Burn It Down